# Mago fasciatus
Mago fasciatus är en spindelart som beskrevs av Cândido Firmino de Mello-Leitão 1940. 
Mago fasciatus ingår i släktet Mago och familjen hoppspindlar. Inga underarter finns listade i Catalogue of Life.